# Roh Tae-woo
Roh Tae-woo, född 4 december 1932 i Taikyū (nuvarande Daegu) i Japanska Korea, död 26 oktober 2021 i Seoul, var Sydkoreas 6:e president 1988–1993, i övergången mellan diktatur och demokrati.
Roh var en av de militärer som stödde militärkuppen som förde Chun Doo-hwan till makten 1979. Chun belönade Roh med en plats i sin regering. 1987 utsåg Chun Roh till sin efterträdare, vilket utlöste stora demonstrationer för demokrati i de stora städerna. Roh tvingades lova långtgående demokratiska reformer och val. I valet vann dock Roh mot Kim Young-sam och Kim Dae-jung, som delade oppositionen mellan sig (båda två kom senare att bli presidenter). De demokratiska reformerna fortsatte ändå, och i följande val tog Kim Young-sam över som förste demokratiskt valda president utan en bakgrund i föregående militärregeringar.
1988 ledde Roh arbetet med OS i Seoul 1988.
1993 hölls rättegångar mot Chun Doo-hwan och Roh Tae-woo för deras inblandning i militärkuppen 1979, och avrättningarna av oppositionella och korruptionen under deras år vid makten. Roh dömdes till 22½ års fängelse, men benådades 1998 av Kim Dae-jung, som ett led i dennes försoningspolitik.